# Cercopis vulnerata
Cercopis vulnerata é uma espécie de insecto da família cercopidae.